# 北野吉内
北野 吉内（きたの きちない、1892年（明治25年）3月10日 - 1956年（昭和31年）3月15日）は、日本のジャーナリスト、実業家である。旧姓は佐藤。

## 経歴・人物
山形県に生まれ、東京外国語学校（現在の東京外国語大学）に入学し、卒業後はジャパン・アドバタイザー（現在のジャパンタイムズ）に勤務する。その後は萬朝報に転勤し、1916年（大正5年）には北野量子と結婚し婿入りの形で北野姓に改姓した。同年末には東京朝日新聞に転勤し、アサヒグラフ編集部および整理部次長を歴任した。1926年（大正15年）には同社のニューヨーク特派員となり、1929年（昭和4年）の帰国まで同職にあたった。
同年帰国する際には8月にドイツの飛行船である「LZ 127」（ツェッペリン号）が日本に来港したことによって、その飛行船に搭乗し報道にあたる。その後は大阪朝日新聞社会部長や東京朝日新聞社会部長、整理部長および論説委員、編集局次長、大阪朝日新聞編集局次長および記事審査部長を歴任した。1940年（昭和15年）には取締役に就任し、1942年（昭和17年）の東京編集総務を経て翌年には編集副総長、1945年（昭和20年）には同年11月の退社まで総合計画室主幹も歴任する。1948年（昭和23年）には公職追放を受けるが、3年後の1951年（昭和26年）に解除された。これにより翌年に朝日イブニングニュースの東京版顧問を経て、1954年（昭和29年）に同紙の取締役を務めた。